# Fleiner Straße 9 (Heilbronn)

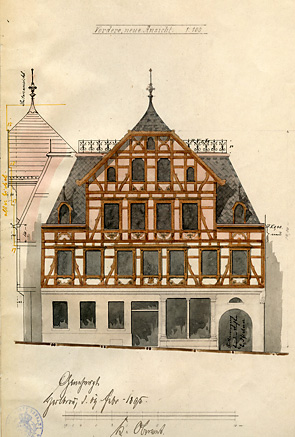
Aus den Bauakten: Aufriss des Hauses Fleiner Straße 9 in Heilbronn von 1895

Die Bebauung des Grundstücks Fleiner Straße 9 in Heilbronn wurde vom Haus der Stadtgeschichte exemplarisch für Wohn- und Geschäftsgebäude in der Heilbronner Innenstadt dokumentiert.

## Geschichte
Die Fleiner und die Sülmerstraße in Heilbronn weisen noch etwa den Verlauf der alten Straße auf, die zwei Stadttore miteinander verband: im Süden das Fleiner Tor an der Straße nach Flein, im Norden das Sülmer Tor an der Straße nach Neckarsulm. Über die früheste Bebauung des Grundstücks ist nicht viel bekannt. Aus dem Jahr 1662 ist in der Sammlung des Historischen Museums ein Stein mit einer Hausinschrift erhalten geblieben, auf dem ein von zwei Greifen gehaltener wappenverzierter Kessel zu sehen ist. Als Erbauer des Hauses werden darunter Johann und Barbara Küntzert genannt. Möglicherweise war der Vorgängerbau des 1662 errichteten Hauses im Dreißigjährigen Krieg beschädigt worden.
Im Bau aus dem 17. Jahrhundert lebten im 19. Jahrhundert u. a. der Waldschütz Martin Leonhard Weigand und der Kölnischwasserfabrikant Fochtenberger. Im September 1894 fiel das Haus einem Brand zum Opfer, in dessen Folge es bis zum ersten Stock abgebrochen wurde.
Der Neuaufbau wurde 1895 in Fachwerkbauweise durchgeführt, die Pläne stammten aus dem Architektenbüro Maute & Moosbrugger. Das Haus gehörte damals dem Glasermeister Ludwig Burger. 1911 kaufte der Stempelmacher und Graveur August Müller dieses Haus zu einem Preis von 82.000 Goldmark. Müller hatte sein Handwerk bei seinem Onkel Heinrich Müller in Mainz gelernt, 1903 den Betrieb des Graveurs Moritz Keller übernommen und ihn zunächst in der Großen Biedermannsgasse 7 und dann in derselben Gasse im Haus Nr. 1 weitergeführt.
Im Erdgeschoss des Hauses Fleiner Straße 9 befanden sich zwei Geschäftslokale, die noch in den 1920er Jahren vom Möbel- und Bettenhaus Kern belegt waren. August Müller etablierte in einem der Läden sein Stempelgeschäft, außerdem nutzte er das Hinterhaus für seine Stempelfabrik. Zeitweise war in einem der Läden eine Filiale der Heilbronner Tabakwarenzentrale untergebracht, in der Müllers Frau Elise, geb. Scheufler, und seine Tochter Martha (oder Marta) arbeiteten. Die Familie Müller, zu der noch eine weitere Tochter gehörte, bewohnte einen Teil des ersten Stocks des Hauses, im zweiten Stock wohnten mit der Familie Kurz-Hildenbrand weitere Verwandte: Marie Hildenbrand, geb. Müller, eine Schwester August Müllers, mit ihrem Mann, ihren Kindern und ihren Enkeln. Außerdem gab es weitere Mieter in dem Haus.
1932 eröffnete Adolf Elsner im linken Teil des Erdgeschosses ein Modegeschäft, das nach seinem Tod 1933 von der Tochter des Hausbesitzers, Martha Müller, übernommen wurde. Sie betrieb es einige Jahre unter dem Namen MM-Moden. Ihre Schwester Charlotte wanderte 1933 in die USA aus.
Zeitweise hatte der Bildhauer Robert Grässle sein Atelier im Dachgeschoss des Hauses. Grässle schnitzte 1929 nach einem Gipsabdruck eine Nachbildung der aus dem 15. Jahrhundert stammenden Figurengruppe Mariä Verkündigung aus dem einstigen Klarakloster in Heilbronn. Das Original hatte die Stadt bereits im 19. Jahrhundert verkauft. Möglicherweise stammte es von Hans Seyfer.
Bei den Luftangriffen am 4. Dezember 1944 wurde das Haus Fleiner Straße 9 zerstört. Im Keller starben acht Bewohner; der Besitzer des Hauses, August Müller, kam vermutlich an diesem Tag ebenfalls ums Leben. Seine Leiche wurde aber nicht gefunden bzw. identifiziert. Die Erbin des Trümmergrundstücks, Martha Müller, mittlerweile verheiratete bzw. verwitwete Schanzenbach, verkaufte dieses im Mai 1949 für 20.000 DM an Gustav und Margarete Töpfer. Diese bekamen zwei Jahre später beim Wiederverkauf 32.500 DM für das Grundstück. Martha Müller führte das Geschäft ihres verstorbenen Vaters unter dem alten Namen Stempelmüller in der Sülmer Straße 20 weiter.

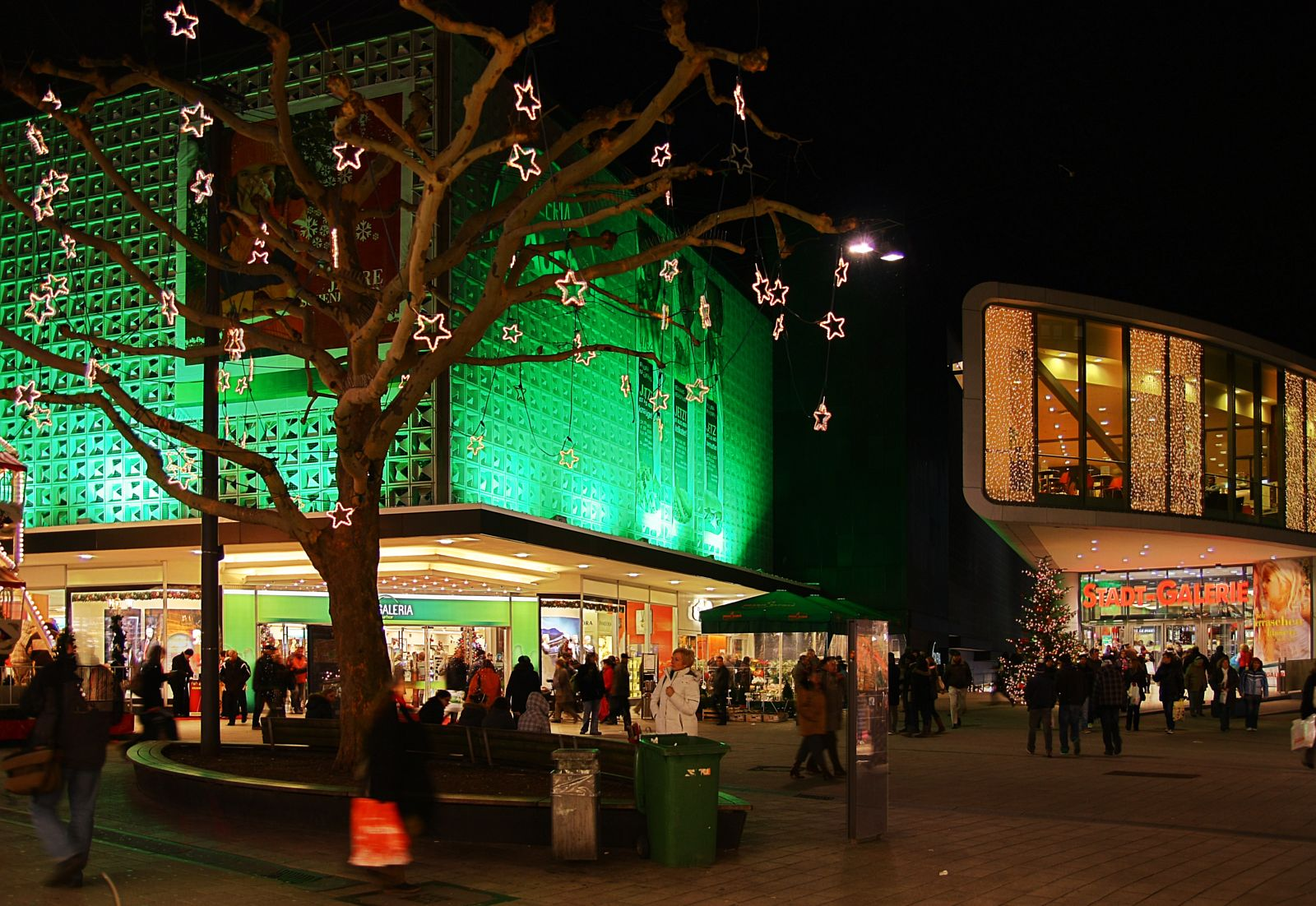
Galeria Kaufhof in Heilbronn, 2009

Der neue Eigentümer war die Merkur AG. Sie ließ auf dem Grundstück ein Warenhaus nach Entwürfen Egon Eiermanns errichten. Dieses Kaufhaus Merkur wurde im März 1952 eingeweiht. Bereits 1953 aber gingen die Kaufhäuser der Merkur AG in den Besitz von Horten & Co. über. Der Eiermann-Bau musste einem Neubau weichen, der im Oktober 1969 eröffnet wurde. Mittlerweile beherbergt er eine Galeria Kaufhof.

## Museale Aufbereitung
Im Haus der Stadtgeschichte, das sich nur wenige Meter entfernt von der Fleiner Straße 9 befindet, ist dem Gebäude eine eigene Medienstation gewidmet. Ein großes Display zeigt eine Fotografie des Gebäudes in seiner Gestalt vor dem Zweiten Weltkrieg. In einem darin eingelassenen Monitor läuft eine Fotoserie mit Aufnahmen des Gebäudes von den ältesten Fotografien bis in die Gegenwart. Der Besucher kann eine Klingelleiste mit den Namen der Bewohner des Hauses aus der Vorkriegszeit bedienen, woraufhin auf dem Display die Wohnung der Betreffenden hervorgehoben wird und weitere Informationen dazu auf dem eingelassenen Monitor erscheinen. In das Display eingelassene Nischen und Schubladen zeigen Exponate, die im Zusammenhang mit den Bewohnern des Hauses stehen: die Grässle-Replik der Verkündigungsgruppe (Städtische Museen Heilbronn, Inv. Nr. KSS 7894-01-257), einen Stempelkasten aus dem Sortiment der Firma Stempelmüller sowie einen Stempel aus der Produktion von August Müller, den dieser für seinen im Zweiten Weltkrieg am Polarkreis stationierten Neffen geschnitten hatte und der Skandinavien als sprichwörtlichen „Arsch der Welt“ zeigt. Ein weiteres Medienpult widmet sich einem Hochzeitsfoto von 1934 und zeigt, welche der darauf abgebildeten Personen im Zusammenhang mit dem Haus Fleiner Straße 9 stehen. Es war die Hochzeit von Dora Tränkle, der Nichte August Müllers, die im gegenüberliegenden Gebäude Fleiner Straße 18 einen Blumenladen betrieb. Ihr Gatte Wilhelm Wolpert besaß eine Gärtnerei in der Winzerstraße.